# Drosophila eminentiula
Drosophila eminentiula är en tvåvingeart som beskrevs av Zhang och Shi 1995. Drosophila eminentiula ingår i släktet Drosophila och familjen daggflugor.
Artens utbredningsområde är provinsen Yunnan i Kina.